# 守山城 (尾張国)

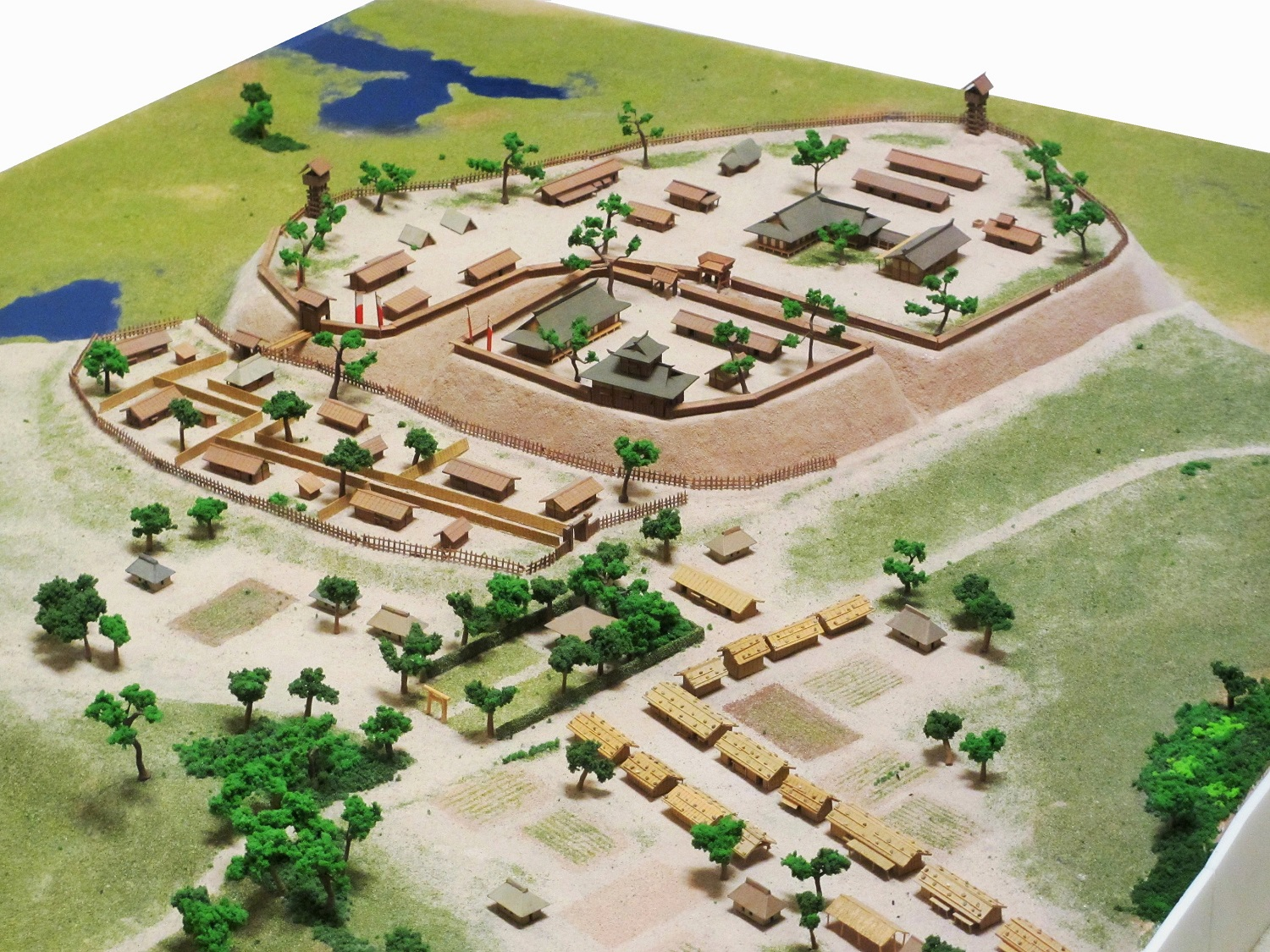
名古屋市守山図書館にある、模型（同図書館提供）

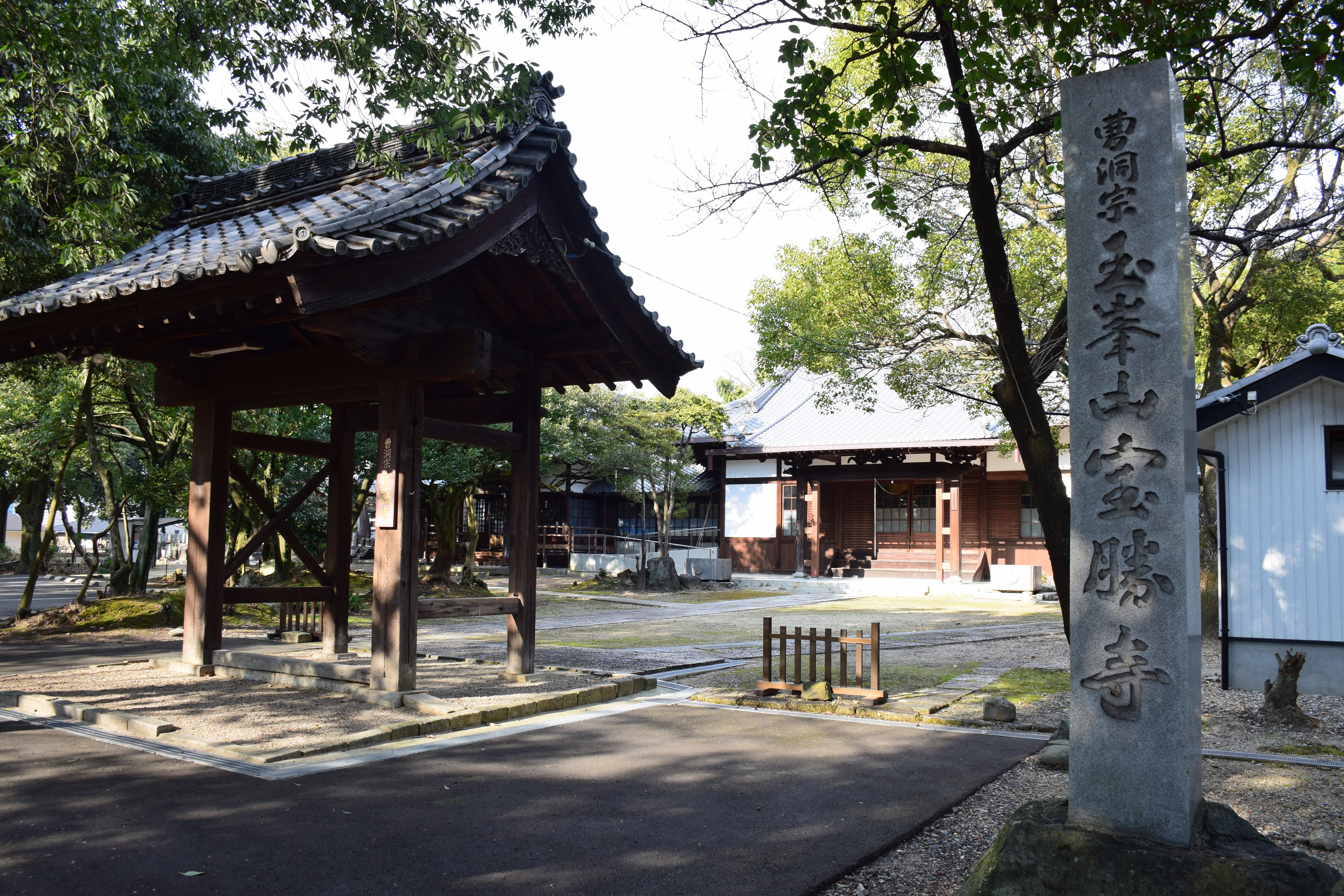
宝勝寺

守山城（もりやまじょう）は、尾張国守山（現愛知県名古屋市守山区市場）にあった日本の城。

## 概要
1526年（大永6年）、連歌師宗長が館で松平信定新知行祝の千句連歌会を催し、「花にけふ風を関守山路哉」と守山を詠んだ発句が宗長手記・下巻に記されておりこれが「もりやま」が「守山」と記された初見である。
『徳川実紀』や『三河物語』などによると、1535年（天文4年）には織田信秀の弟信光（松平信定の娘婿）の居城となっていたが、松平清康が尾張侵略を企てた結果、世に言う「守山崩れ」が起こる（詳細は「森山崩れ」を参照のこと）。
『信長公記』によると、1555年（弘治元年）、信長・信光により清洲織田氏（織田大和守家）の織田信友が滅ぼされた後、信光が清洲城に入った信長より譲られた那古野城に移ると、代わりに信光の弟の信次が入った。しかし早々に家臣洲賀才蔵が信長の弟秀孝を誤殺するという事件を起こしたために出奔。城下は、信長の弟で秀孝の兄である信行（信勝）の報復により焼き払われた。城には信次の重臣角田新五らが立てこもり続けていたが、佐久間信盛の働きにより信長の異母弟信時を城主とすることで決着した。しかし、信時は他の家臣を重用したため角田新五により切腹させられ、城には再び新五一派が立てこもった。その後、帰参を許された信次が城主に復帰。信次は天正2年（1574年）、長島一向一揆戦において戦没した。
天正元年（1573年）、浅井長政がお市の方の兄である織田信長と対立し、小谷城が攻め落とされ、長政らは自害し浅井氏は滅亡する。國學院大學の宮本義己の研究により、お市の方と茶々、初、江の三姉妹は信次に預けられ、守山城に一年間程滞在していたことが明らかとなった（『渓心院文』）。
廃城の時期は、桶狭間の戦いの後とも、後に城主に返り咲いたという信次の死後とも、長久手の戦いの後とも言われる。

## 守山城の略年表
築城年、築城者ともに詳細は不明であるが、大永年間（1521年〜）には今川・松平方の城として存在していたとされる。
| 和暦     | 西暦   | 主な出来事 |
| -------- | ------ | --- |
| 大永6年  | 1526年 | 3月27日連歌師の柴屋軒宗長がこの城を訪れ連歌の会を開催（『宗長手記』）｡守山の初見。 「尾張の国守山松平与一館千句（中略）新地の知行、彼是祝言にや」松平信定が新たに守山を所領し、すでに一定の格式を持った城館があったと推定。 |
| 天文2年  | 1533年 | 11月には仁和寺の尊海僧正が美濃の井口からやな・でんがくくぼを通って「守山といへる所に泊まりて」との記録。 （あづまの道の記 群書類従三三九巻）守山城に宿泊したと推定される。                                                  |
| 天文4年  | 1535年 | 12月、守山の陣中において清康が家臣阿部弥七朗に斬殺される（「守山崩れ」）。 当時の守山城主は織田信光。 |
| 弘治元年 | 1555年 | 城主は、その後信次（信長の弟秀孝を誤殺し逃亡※）信行が守山城下に放火、織田信長が清州から駆け付ける。 柴田勝家らに守山城が包囲される （『信長公記』）｡                                                                        |
| 天正元年 | 1573年 | お市の方と三人の娘（茶々、初、江）が信次に保護され､守山城に1年間程滞在することとなる（『溪心院文』）｡ |
| 天正2年  | 1574年 | 信次が長島の合戦で戦死、廃城となる。 |
| 明和4年  | 1767年 | 矢田川氾濫により瀬替え。陸続きであった長母寺が守山台地から切り離される。 |

## 遺構
平山城で、『尾州古城志』によると、規模は東西に約58メートル、南北に約51メートル、四方には堀がめぐらせてあったと言われる。
河村秀根本では一重堀、奥村徳義本では二重堀とされている。
城跡とされる丘には、後に清康のために建立された寺院（「宝勝寺」）が存在するほか、城址碑が建てられている。遺構は寺院の裏手の竹薮にある空堀をはじめ、本丸があったとされる土壇の一部などが残されている。

## 交通アクセス
- 名鉄瀬戸線 矢田駅より北へ徒歩で約10分。